# Nahegau

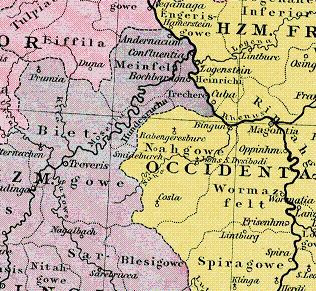
Le Nahegau (Nahgowe) à la frontière occidentale du duché de Franconie, vers 1000.

Le Nahegau était au Moyen Âge un comté qui comprenait le bassin de la Nahe dans l'ouest du duché de Franconie. 
Son territoire initial, qui n'atteignait pas le Rhin, a été agrandi au Xe siècle sur une grande partie de l'actuelle région de Hesse rhénane, aux dépens du Wormsgau à l'est : les acquisitions furent notamment Ingelheim en 937, Spiesheim en 960, Saulheim en 973 et Flonheim en 996. Au terme de l'extension du comté, la rivière Selz formait sa frontière sud et sa frontière avec le Wormsgau.
Le Nahegau faisait partie des possessions principales de la dynastie franconienne, à laquelle les Émichonides succédèrent à partir du milieu du XIe siècle. La famille des Émichonides se divisa ensuite entre les lignées des comtes de Veldenz et des Wild- et Raugraves. Il est probable que les comtes de Leiningen descendent également des Émichonides. 
Les comtes en Nahegau furent :
1. Werner (mort vers 920/935), descendant de la famille des Robertiens du côté maternel et parent ou allié aux Conradiens, ancêtre de la dynastie franconienne, comte en Nahegau, Speyergau et Wormsgau vers 890-910, épouse possiblement une fille (ou une sœur) du roi Conrad Ier ou Hicha (morte en 950), fille du duc Burchard II de Souabe.
2. Conrad le Roux (mort en 955), fils du précédent, comte en Nahegau, Speyergau, Wormsgau et en Niddagau, nommé duc de Lotharingie en 944, épouse en 947 Liutgarde (931-953), fille du roi Otton Ier (Ottoniens), destitué en 953, mourut à la bataille du Lechfeld.
3. Otton de Worms (mort en 1004), seul fils du précédent, comte en Nahegau, Speyergau et Wormsgau, ainsi qu'en Elsenzgau, Kraichgau, Enzgau, Pfinzgau et Ufgau, fondateur de l'abbaye de Lambrecht ; nommé duc de Carinthie et margrave de Vérone en 995.
4. Conrad II le Jeune (1003-1039), petit-fils du précédent, comte en Nahegau, Speyergau et Wormsgau ; duc de Carinthie et margrave de Vérone (1036-1039).
5. Emich de Flonheim (1076-1123), comte en Nahegau, ancêtre des comtes de Veldenz ; l'un des dirigeants de la persécution des Juifs pendant la première croisade en 1096.